# Hammerton Killick

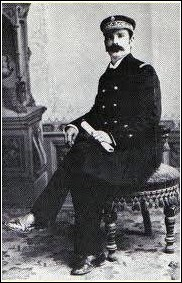
Hammerton Killick

Hammerton Killick (* 18. April 1856; † 6. September 1902 in Gonaïves, Haiti) war ein Admiral und Oberbefehlshaber der haitianischen Marine.

## Leben und Wirken
Über Killicks Leben ist wenig bekannt. Er war haitianisch-schottischer oder -irischer Abstammung, seine Mutter Haitianerin. Auf dem bislang einzig bekannten und nicht datierten Foto ist er in einer recht schlichten Marineuniform abgebildet.
Wann Killick das Oberkommando über die haitianische Marine übernahm, ist nicht bekannt, er scheint diese Stellung jedoch schon 1894 innegehabt zu haben. Da 1896 das Kanonenboot Crête-à-Pierrot als Flaggschiff in Dienst gestellt wurde, kann davon ausgegangen werden, dass sich Killick, sobald das Schiff in See ging, in der Regel auf ihm aufhielt.
Aufgrund der politischen Spannungen im Sommer 1902 bildete sich eine Revolutionspartei unter Anténor Firmin, der sich Killick aus Sympathie mit der Flotte anschloss, die zu diesem Zeitpunkt jedoch nur noch aus zwei Einheiten bestand. Damit konnte Killick jedoch in haitianischen Gewässern die Seeherrschaft ausüben und verhindern, dass aus dem Ausland Waffen für die provisorische Regierung und die Truppen von General Pierre Nord Alexis eingeführt wurden. Somit spielte Killick eine wichtige Rolle im Bürgerkrieg, da die schwachen Kräfte der Truppen General Firmins zur See ausgeglichen werden konnten.

## Der Markomannia-Zwischenfall
Die Bürgerkriegssituation eskalierte am 2. September 1902, als Killick vor dem Hafen von Cap Haitien den HAPAG-Dampfer Markomannia stoppte und durchsuchte. Der Dampfer war im Liniendienst tätig und befand sich auf der routinemäßigen Rückreise von Port-au-Prince nach Hamburg. Der Admiral beschlagnahmte eine an Bord befindliche Waffenladung für Nord Alexis, die in Cap Haitien gelöscht werden sollte. Die Waffen übergab Killick später den firminschen Truppen.
Die von Killick erklärte Seeblockade wurde von der deutschen Reichsregierung jedoch nicht anerkannt und Killick sofort zum Piraten erklärt, von der provisorischen Regierung jedoch bereits am 25. Juli. Die Offiziere der Crête, sämtlich britische Söldner, hatten nach späteren Angaben gegenüber der Daily Mail Killick vor dem Aufbringen der Markomannia gewarnt, da die Blockade nicht effektiv und daher international nicht anerkannt sei. Killick ließ sich allerdings nicht beirren und beharrte auf der Aufbringung des deutschen Dampfers.
Dem Admiral war allerdings nicht bekannt, dass in der Karibik das deutsche Kanonenboot Panther operierte. Ihr Kommandant, Korvettenkapitän Richard Eckermann, wurde auf Wunsch des Auswärtigen Amts vom Admiralstab umgehend beauftragt, die Crête je nach Lage entweder aufzubringen und der vom Deutschen Reich anerkannten provisorischen Regierung zu übergeben oder sie aber zu versenken. Zwar war die Crête wesentlich stärker bewaffnet als die Panther, jedoch galten die Einheiten der haitianischen Marine mangels Finanzzuwendungen und ungenügend ausgebildetem Personal nicht als gleichwertig gegenüber europäischen oder US-amerikanischen Einheiten.
Tatsächlich war die Crête nach dreimonatigem Dauereinsatz in einem schlechten technischen Zustand. Sie lief am 4. September 1902 in den Hafen von Gonaïves ein, wo auch die Rebellenregierung von Firmin residierte. Killick ließ zur Wartung die Kesselfeuer löschen. Der Kommandant der Crête, ein britischer Söldner namens Reed (andere Schreibweise Read), war erkrankt und musste ausgeschifft werden. Auch die gut 150 Mann starke Besatzung wurde angelandet. Am 6. September 1902 lief die Panther gefechtsbereit in den Hafen ein. Killick wurde von dem Auftauchen des deutschen Kanonenboots völlig überrascht, da ihm noch kurz zuvor mitgeteilt worden war, dass sich die USA und das Reich in dem Bürgerkrieg neutral verhalten würden.
Killick beorderte die Besatzung sofort auf das Kanonenboot zurück und war offenbar bereit, den Kampf mit der Panther aufzunehmen. Nach Angaben der britischen Offiziere entschloss er sich jedoch zur Selbstversenkung der Crête, um das Deutsche Reich nicht durch ein Gefecht zu provozieren und Repressalien für Haiti zu vermeiden. Gegen eine Gefechtsaufnahme sprach vermutlich jedoch auch, dass die Crête mangels Dampf nicht manövrierfähig, geschweige denn fahrtüchtig war. Nach Angaben der überlebenden Briten goss Killick Paraffin aus und setzte es mit einem Revolverschuss in ein Schießpulverfass in Brand. Die Besatzung verließ in den Beibooten das Schiff, während Killick, angeblich in eine haitianische Flagge eingewickelt, an Bord verblieb.

Flagge von Haiti

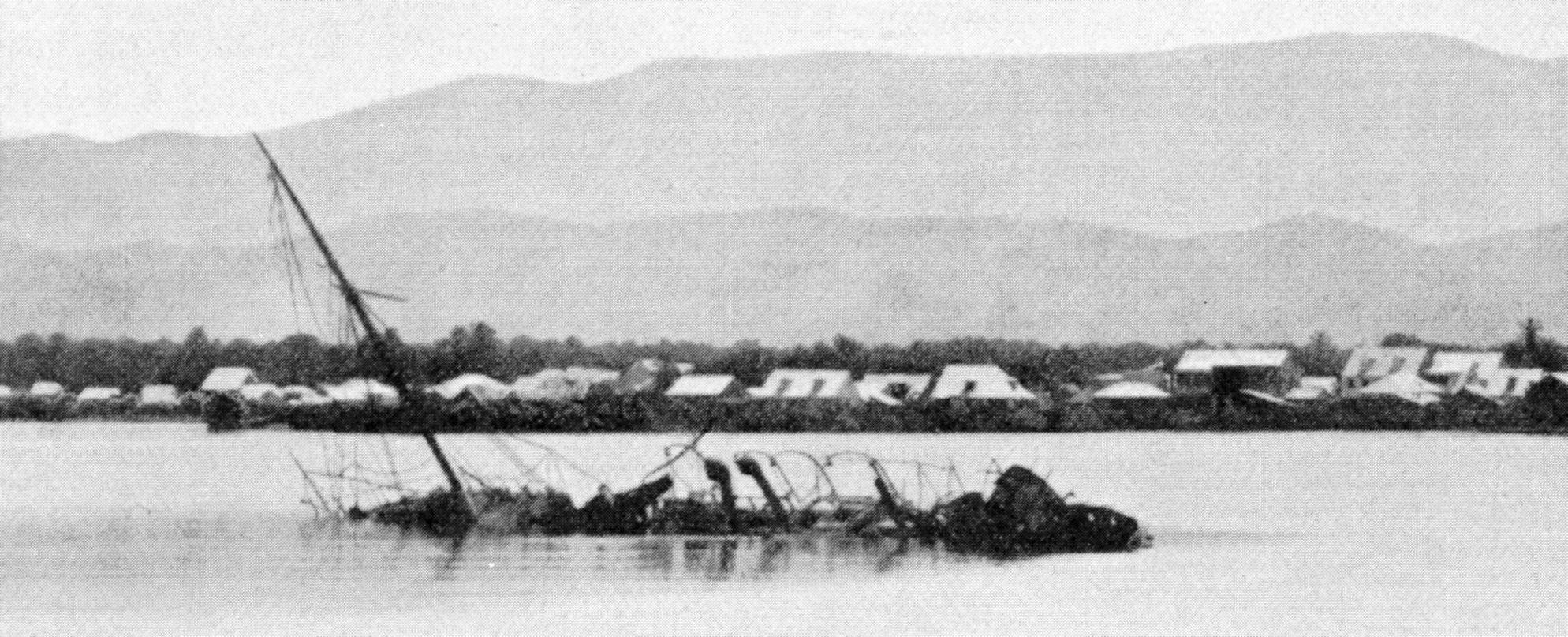
Wrack des haitianischen Kanonenboots Crete-à-Pierrot im Hafen von Gonaives Aufnahme vom 6. September 1902 durch SMS Panther

Nachdem die Explosion an Bord der Crête und der daraus entstehende Brand auf der Panther bemerkt worden waren, eröffnete Eckermann das Feuer. Die Crête sank schwer getroffen auf den Grund des Hafenbeckens; außer Killick kamen an Bord offenbar noch drei weitere Besatzungsmitglieder ums Leben. Killicks Todesursache ist unbekannt; sein Leichnam wurde am nächsten Tag aus dem Wrack geborgen und an Land beigesetzt.

## Erinnerungskultur
- 1923 erschien von dem Poeten und Dramatiker Charles Moravia (1875–1938) das Theaterstück „L´amiral Killick“, dessen Bühnenscript 1943 und 1988 neu aufgelegt wurde.

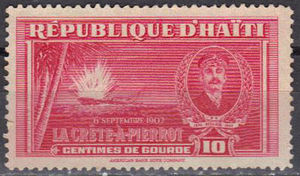
Killick Postage Stamp

- 1943 erschien Killick zu Ehren eine 10-Gourde-Briefmarke der haitianischen Post.
- 1955 wurde der 1924 gebaute ehemalige Tender der U.S. Coast Guard Blackrock nach Haiti verkauft und als Amiral Killick in den Dienst der haitianischen Marine genommen.
- Offenbar nach der Außerdienststellung der Amiral Killick wurde der Marinestützpunkt Port-au-Prince „Amiral Killick“ benannt. Er dient heute als „Killick“ der haitianischen Küstenwache, dem „Commissariat des Gardes-Côtes d´Haiti“, als Hauptquartier.